# Gerhard Drees (Pädagoge)

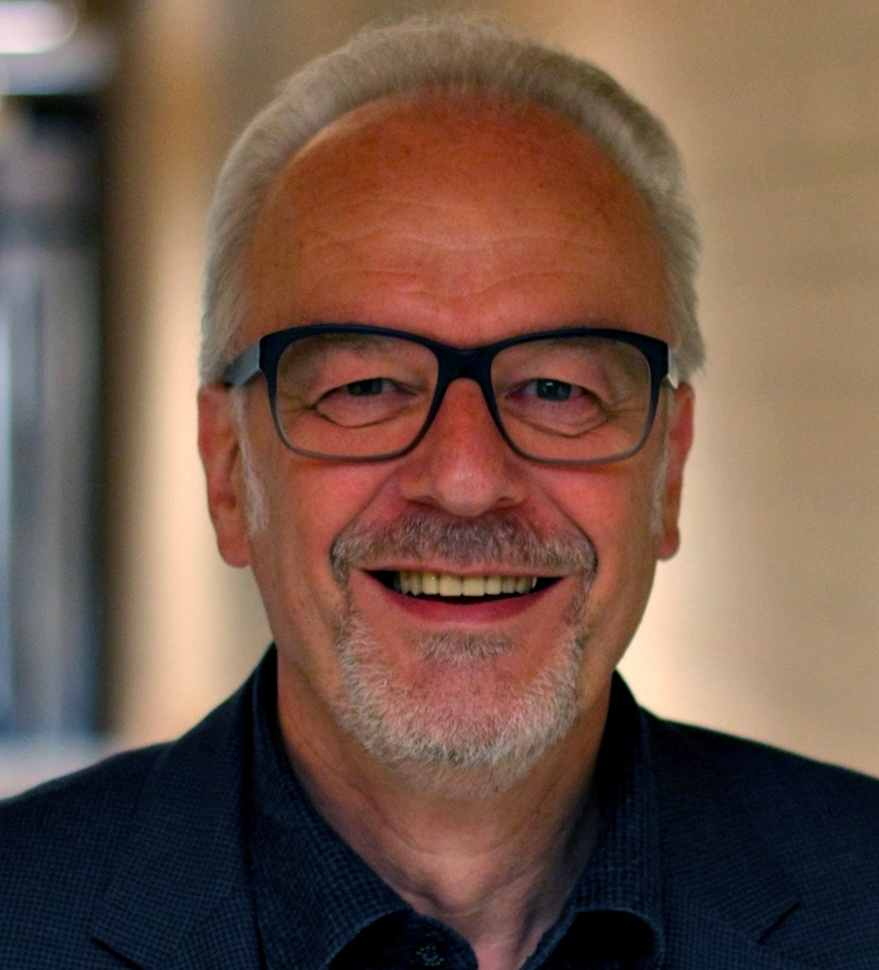
Gerhard Drees (2015)

Gerhard Drees (* 26. August 1956 in Neheim-Hüsten) ist Professor für Erziehungswissenschaft mit den Schwerpunkten Berufliche Bildung und Erwachsenenbildung an der Pädagogischen Hochschule Ludwigsburg.
Drees studierte Erziehungswissenschaft mit dem Schwerpunkt Erwachsenenbildung sowie Soziologie, Psychologie und Philosophie an der Universität Dortmund. Von 1985 bis 1996 war er Wissenschaftlicher Mitarbeiter am dortigen Lehrstuhl für Berufspädagogik, wo er im Jahr 1991 seine Promotion abschloss. Im Jahr 2004 habilitierte sich Gerhard Drees an der Fakultät für Pädagogik der Universität Bielefeld. 
Im darauffolgenden Jahr wurde er zum Professor für Erziehungswissenschaft an der Pädagogischen Hochschule Ludwigsburg berufen. Von Dezember 2008 bis Dezember 2012 war er dort Dekan der Fakultät für Erziehungswissenschaft. Er ist Leiter der Koordinierungsstelle für Wissenschaftliche Weiterbildung, gewähltes Mitglied des Senats der Pädagogischen Hochschule Ludwigsburg und des Rats der Fakultät für Erziehungswissenschaft.
Drees' Arbeitsschwerpunkte sind Bildungstheorie, Bildungspolitik, Lerntheorie, Didaktik und Methodik der beruflichen Bildung und der Erwachsenenbildung sowie Qualitätsentwicklung und Evaluation.